# Gildo Unger
Dr. Gildo Unger foi um médico austríaco-brasileiro, executivo da indústria farmacêutica e membro de diversas entidades médicas no Brasil. Nascido na Europa Central, formou-se inicialmente em Direito pela Universidade de Maribor e posteriormente em Medicina pela Universidade de Graz, na Áustria. Foi sobrevivente da Segunda Guerra Mundial, tendo presenciado o assassinato de seu próprio pai.
Chegou ao Brasil como refugiado após a guerra, impossibilitado de exercer tanto o Direito quanto a Medicina devido à não validação de seus diplomas. Iniciou sua trajetória profissional na indústria farmacêutica, chegando ao cargo de diretor da antiga CIBA e posteriormente da Ciba-Geigy, empresa que viria a se tornar a Novartis.
Ao longo da sua carreira, destacou-se por sua atuação na medicina militar, tendo sido membro da Academia Brasileira de Medicina Militar (ABMM), da Sociedade Brasileira de Medicina Farmacêutica (SBMF) e da Associação Brasileira da Indústria Farmacêutica (ABIF). Em 1972, tomou posse como presidente da ABMM, fato noticiado pela imprensa nacional.
Durante sua vida, sobreviveu a dois atentados a tiros no Brasil, um deles em 1959, episódio amplamente noticiado pela imprensa da época. A respeito disso, declarou: "Atravessei a última guerra inteira para quase acabar morrendo nas mãos desse infeliz rapaz."
Vindo de uma família de tradição europeia, era participante da Schlaraffia, associação artístico-cultural fundada no século XIX.

## Reconhecimento e carreira médica
Após se aposentar da indústria farmacêutica, regularizou seu diploma médico e passou a exercer a medicina no Brasil de forma voluntária. Atuou principalmente nas Santa Casa da Misericórdia do Rio de Janeiro e de Resende, dedicando-se às áreas de Hepatologia e Psiquiatria.

## Condecorações e homenagens
- Medalha de Integração Nacional das Ciências de Saúde — ABMM (1970)
- Medalha Brig. José Vieira Couto de Magalhães — Sociedade Geográfica Brasileira (1964)
- Diploma de Sócio Benemérito — Sindicato dos Médicos do Rio de Janeiro (1968)
- Medalha "Benito Juarez" — União Cultural Brasil-México (1964)
- Cruz do Mérito Social — Instituto Brasileiro de Estudos Sociais (1967)
- Medalha "Vital Brasil" — CIBA-GEIGY (1971)[10]